# 1998 XR92
1998 XR92 är en asteroid i huvudbältet som upptäcktes den 15 december 1998 av LINEAR i Socorro County, New Mexico.
Asteroiden har en diameter på ungefär 8 kilometer och den tillhör asteroidgruppen Eunomia.